# Точність
Точність і прецизійність є двома видами оцінки похибки вимірювання. Точність (англ. Accuracy) — ступінь наближення ряду вимірювань (спостережень або показань) до справжнього значення, іншими словами, максимальний додатний або від'ємний відхил, що його зазвичай вимірюють через похибку зазначеної величини відносно прийнятого стандартного або фактичного (істинного) значення. Прецизійність (англ. Precision) — ступінь наближення вимірювань одне до одного, іншими словами, найменша різниця, яку можна впевнено розрізнити в процесі вимірювання.
Іншими словами, точність – це опис похибки вимірювання, міра статистичної дисперсії. Точність має два визначення:
1. У більш поширеному значенні точність є описом лише систематичних помилок, рівнем статистичної похибки[en] цього вимірювання центральної тенденції; низька точність є причиною різниці між результатом і справжнім значенням; ISO називає це правдивістю.
2. Крім того, ISO визначає[2] точність як комбінацію обох типів помилок спостереження (випадкової та систематичної), тому висока точність вимагає як високої прецизійності, так і високої правдивості.

Перше, поширеніше визначення «точності» наведене вище, не залежить від «прецизійності», тому певний набір даних можна назвати точним, прецизійним, обома цими термінами або жодним.
Простіше кажучи, статистичну вибірку або набір даних із повторними вимірюваннями однієї і тієї самої величини можна назвати точними, якщо їхнє середнє значення близьке до справжнього значення вимірюваної величини, тоді як набір даних можна назвати прецизійним, якщо його стандартне відхилення відносно невелике.

## Загальне технічне визначення

Точність — це близькість виміряного до справжнього значення, прецизійність — до якого ступеня повторні (або відтворювані) вимірювання за незмінних умов показують однакові результати.

У галузях науки та техніки точність вимірювальної системи — це ступінь близькості вимірювань величини до справжнього значення цієї величини. Точність вимірювальної системи, пов'язана з відтворюваністю та повторюваністю, — це ступінь, до якого повторні вимірювання за незмінних умов показують однакові результати. Хоча два слова прецизійність і точність можуть бути синонімами в розмовному вживанні, вони навмисно протиставляються в контексті наукового методу.
В статистиці, де інтерпретація вимірювань відіграє центральну роль, вважається за краще вживати терміни похибка та дисперсія замість точності та прецизійності: похибка — це ступінь неточності, а дисперсія — це ступінь розсіювання значень.
Система вимірювання може бути точною, але не прецизійною, прецизійною, але не точною, може мати обидві ці характеристики або не мати жодної. Наприклад, якщо експеримент містить систематичну похибку, то збільшення розміру вибірки зазвичай підвищує прецизійність, але не покращує точність. Результатом буде послідовний, але неточний ряд результатів хибного експерименту. Усунення систематичної похибки покращує точність, але не змінює прецизійність.
Система вимірювання вважається валідною, якщо вона водночас точна та прецизійна. Пов'язані терміни включають похибку (невипадкові або спрямовані ефекти, викликані фактором або факторами, не пов'язаними з незалежною змінною) і помилку (випадкова змінність).
Та ж сама термінологія також застосовується до непрямих вимірювань, тобто значень, отриманих за допомогою обчислювальної обробки даних спостережень.
На додаток до точності й прецизійності, вимірювання також можуть мати роздільну здатність вимірювання, яка є найменшою зміною основної фізичної величини, для якої проводяться вимірювання.
При застосуванні чисельних методів точність також означає близькість розрахунку до справжнього значення; в той самий час прецизійність — це роздільна здатність представлення, яка зазвичай визначається кількістю десяткових або двійкових розрядів.
У військовій термінології точність стосується перш за все точності вогню (фр. justesse de tir), прецизійності вогню, що виражається близькістю групування влучень у центрі цілі та навколо нього.

## Інші визначення точності

### Точність у техніці
Точність у техніці — ступінь наближення істинного значення параметра процесу, речовини, предмету до його номінального значення.
Розрізняють:
- точність виготовлення — ступінь наближення дійсних значень геометричних і інших параметрів деталей і виробів до їх заданих значень, вказаних у креслениках або технічних умовах;
- точність механізмів;
- точність систем автоматичного керування;
- точність обчислень і т. д.

### Точність уметрології
У метрології точність вимірювання — ступінь наближення результату вимірювання до істинного значення вимірюваної фізичної величини. Чим менша різниця між результатом вимірювання і істинним значенням, тим вища точність вимірювання. 
Кількісно точність може бути оцінена через:
- похибку вимірювання;
- збіжність та правильність;
- невизначеність вимірювання.

### Точність у вимірювальних приладах
Точність вимірювального приладу — ступінь наближення показів приладу до істинного значення вимірюваної фізичної величини. Кількісно оцінюють через похибку приладу.

## Кількісна оцінка
У промисловому приладобудуванні точність — це допуск вимірювання, або англ. transmission of the instrument, який визначає межі похибок, допущених під час використання приладу в нормальних робочих умовах.
В ідеалі вимірювальний пристрій є водночас точним і прецизійним, усі вимірювання близькі до справжнього значення та щільно згруповані навколо нього. Точність і прецизійність процесу вимірювання зазвичай встановлюється повторним вимірюванням деякого простежуваного еталонного стандарту. Такі стандарти визначено в Міжнародній системі одиниць (скорочено SI від фр. Système international d'unités); вони підтримуються національними організаціями зі стандартизації, такими як Національний інститут стандартів і технологій у Сполучених Штатах Америки.
Це також стосується ситуацій, коли вимірювання повторюються та усереднюються. У цьому випадку правильно буде застосовувати термін стандартна помилка: прецизійність середнього значення дорівнює відомому стандартному відхиленню процесу, поділеному на квадратний корінь усередненої кількості вимірювань. Крім того, центральна гранична теорема показує, що розподіл ймовірностей усереднених вимірювань буде ближчим до нормального розподілу, ніж розподіл окремих вимірювань.
Стосовно точності можна розрізняти:
- різницю між середнім значенням вимірювань і еталонним значенням, похибка[en]. Встановлення та виправлення похибки необхідні для калібрування.
- комбінований ефект похибки й прецизійності.

Загальною домовленістю в науці та техніці є вираження точності та/або прецизійності неявно за допомогою значущих цифр. Якщо це не зазначено прямо, межа похибки вважається половиною значення останнього значущого місця. Наприклад, запис 843.6 м, або 843,0 м, або 800,0 м означатиме межу похибки 0,05 м (останнє значуще місце — десяті), тоді як запис 843 м означатиме межу похибки 0,5 м (останні значущі цифри — одиниці).
Значення 8000 м, з нулями в кінці та без коми, є неоднозначним; кінцеві нулі можуть бути або не бути значущими цифрами. Щоб уникнути цієї неоднозначності, число можна представити в науковому запису: 8,0 × 103 м вказує, що перший нуль є значущим (отже межа похибки 50 м) тоді як 8 тис × 103 м означає, що всі три нулі є значущими, що визначає межу похибки 0,5 м. Подібним чином можна використовувати кратну базову одиницю вимірювання: 8,0 км еквівалентно 8,0 × 103 м. Це вказує на межу похибки 0,05 км (50 м). Варто зазначити, що довіра до цієї конвенції може призвести до помилкової точності при роботі з даними із джерел, які їй не дотримуються. Наприклад, джерело, яке повідомляє про число на кшталт 153 753 з точністю +/- 5000, виглядає так, ніби має межу похибки +/- 0,5. Відповідно до домовленості, це число було б округлено до 150 000.
Як альтернативу, в науковому контексті, якщо потрібно вказати межу похибки з більшою точністю, можна використовувати таке позначення, як 7,54398(23) × 10−10 м, що означає діапазон від 7,54375 до 7,54421 × 10−10 м.
Прецизійність включає:
- повторюваність — варіація, яка виникає, коли докладаються всі зусилля, щоб підтримувати умови постійними при використанні того самого приладу одним оператором, і повторюється протягом короткого періоду часу; і
- відтворюваність — варіація, що виникає внаслідок використання одного і того ж процесу вимірювання різними інструментами і операторами та протягом триваліших періодів часу.

У машинобудуванні прецизійність часто визначають як трикратне стандартне відхилення проведених вимірювань, представлене діапазоном, у якому знаходяться 99,73 % вимірювань. Наприклад, ергономіст, який вимірює людське тіло, може бути впевнений, що 99,73 % отриманих ним вимірювань знаходяться в межах ± 0,7 см при використанні системи обробки GRYPHON — або ± 13 см при використанні необроблених даних.

## Визначення ISO (ISO 5725)

Відповідно до ISO 5725-1, точність складається з правдивості (наближеність результатів вимірювання до справжнього значення) і прецизійності (повторюваність або відтворюваність вимірювання).

Зміна значення цих термінів відбулася з публікацією серії стандартів ISO 5725 у 1994 році, що також відображено у випуску BIPM міжнародного словника метрології (МСМ) за 2008 рік, пункти 2.13 та 2.14.
Відповідно до ISO 5725-1, загальний термін «точність» вживають для опису близькості вимірювання до справжнього значення. Коли цей термін застосовується до наборів вимірювань однієї вимірюваної величини, він включає компонент випадкової похибки та компонент систематичної похибки. У цьому випадку правдивість — це близькість середнього значення набору результатів вимірювань до фактичного (істинного) значення, а прецизійність — це близькість узгодженості між набором результатів.
ISO 5725-1 і МСМ також уникають вживання терміну «похибка», який раніше був визначений у BS 5497-1, оскільки він має різні підтексти поза галузями науки та техніки, наприклад, у медицині та юриспруденції.
|                                            |
| Низька точність через низьку прецизійність |

|                                                |
| Низька точність навіть з високою прецизійністю |

## У класифікації

### Убінарній класифікації
Точність також вживають як статистичний показник того, наскільки добре тест бінарної класифікації правильно визначає або виключає стан. Тобто точність — це частка правильних прогнозів (як істинно позитивних, так і істинно негативних) серед загальної кількості досліджених випадків. Таким чином, порівнюються оцінки ймовірності до та після. Щоб зробити контекст зрозумілим за семантикою, часто вживають назву «точність Ренда» або «індекс Ренда». Це параметр тесту. Формула для кількісного визначення бінарної точності наступна:
{\displaystyle {\text{Точність}}={\frac {TP+TN}{TP+TN+FP+FN}}}де TP = Істинно Позитивне ; FP = Хибно Позитивне ; TN = Істинно Негативне ; FN = Хибно Негативне
Зауважте, що в цьому контексті поняття правдивості та прецизійності, визначені ISO 5725-1, не застосовуються. Однією з причин є те, що існує два можливих «справжніх значення» для кожного випадку, а не одне, тоді як точність є середнім для всіх випадків і, отже, враховує обидва значення. Однак термін «прецизійність» вживають у цьому контексті для позначення іншої метрики, що походить із області пошуку інформації (див. нижче).

### У багатокласовій класифікації
При обчисленні точності в багатокласовій класифікації, точність є просто часткою правильних класифікацій:
{\displaystyle {\text{Точність}}={\frac {\text{правильні класифікації}}{\text{всі класифікації}}}}Зазвичай виражається у відсотках. Наприклад, якщо класифікатор робить десять прогнозів і дев'ять з них правильні, то точність становить 90 %.
Точність також називають точністю топ-1, щоб відрізнити її від точності топ-5, поширеної в оцінці згорткової нейронної мережі. Щоб оцінити точність топ-5, класифікатор повинен надати відносну ймовірність для кожного класу. Коли вони відсортовані, класифікація вважається правильною, якщо правильна класифікація потрапляє в будь-яке місце в топ-5 прогнозів, зроблених мережею. Точність топ-5 популяризував конкурс ImageNet. Зазвичай вона вища за точність топ-1, оскільки будь-які правильні передбачення на позиціях з 2-го по 5-те не покращать результат топ-1, але покращать результат топ-5.

### У психометрії та психофізиці
У психометрії та психофізиці термін точність взаємозамінно вживають з валідністю та постійною помилкою. Точність є синонімом надійності та змінної похибки. Достовірність інструменту вимірювання або психологічного тесту встановлюється шляхом експерименту або кореляції з поведінкою. Надійність встановлюється за допомогою різноманітних статистичних методів, як правило, за допомогою внутрішнього тесту узгодженості, такого як альфа Кронбаха, щоб переконатися, що набори пов'язаних запитань мають відповідні відповіді, а потім порівнюють ці пов'язані питання між контрольною та цільовою групою населення.[джерело?]

### У моделюванні логіки
У моделювання логіки поширеною помилкою при оцінці точних моделей є порівняння моделювання електронної схеми з імітаційною моделлю транзисторної схеми. Це порівняння відмінностей у прецизійності, а не точності. Прецизійність вимірюється по відношенню до деталей, а точність вимірюється по відношенню до реальності.

### В інформаційних системах
Інформаційно-пошукові системи, такі як бази даних і пошукові системи, оцінюються за багатьма різними показниками, деякі з яких виводяться з матриці невідповідностей, яка ділить результати на істинно позитивні (документи отримано правильно), істинно негативні (документи не знайдено правильно), хибно позитивні (документи знайдено неправильно) та хибно негативні (документи не знайдено неправильно). До загальновживаних показників належать поняття прецизійності та повноти. У цьому контексті прецизійність визначається як частка отриманих документів, які мають відношення до запиту (істинно позитивні результати, поділені на істинно+хибно позитивні результати), використовуючи набір фундаментально істинних відповідних результатів, вибраних людьми. Повнота визначається як частка знайдених релевантних документів у порівнянні із загальною кількістю релевантних документів (істинно позитивні результати поділені на істинно позитивні + хибно негативні). Рідше використовують метрику точності, яку визначають як загальну кількість правильних класифікацій (істинно позитивні плюс істинно негативні), поділену на загальну кількість документів.
Жоден із цих показників не враховує ранжування результатів. Рейтинг дуже важливий для пошукових систем, оскільки читачі рідко проходять повз першу сторінку результатів, а в Інтернеті надто багато документів, щоб вручну класифікувати їх усі, чи мають вони бути включені до певного пошуку. Додавання обмеження для певної кількості результатів певною мірою враховує рейтинг. Наприклад, точність вимірювання при k є мірою точності, яка розглядається лише для перших десяти (k=10) результатів пошуку. Складніші показники, як-от дисконтований сукупний прибуток, враховують кожне окреме рейтингування та частіше використовують там, де це важливо.

### У когнітивних системах
У когнітивних системах точність і прецизійність використовують для характеристики та вимірювання результатів когнітивного процесу, що виконується біологічними або штучними об'єктами, де когнітивний процес є перетворенням даних, інформації, знань або мудрості у ціннішу форму (Піраміда DIKW). Іноді когнітивний процес дає точно запланований або бажаний результат, але іноді дає результат, далекий від запланованого або бажаного. Крім того, повторення когнітивного процесу не завжди дають однаковий результат. Когнітивна точність (CA) — це схильність когнітивного процесу давати запланований або бажаний результат. Когнітивна прецизійність (CP) — це схильність когнітивного процесу давати лише запланований або бажаний результат. Щоб виміряти розширене пізнання в зв'язці людина/когнітивна система, де одна людина або кілька людей працюють разом з однією чи декількома когнітивними системами, збільшення когнітивної точності та когнітивної прецизійності допомагає виміряти ступінь посилення інтелекту.